# Mille papaveri rossi (programma televisivo)
Mille Papaveri Rossi è un programma televisivo-contenitore di approfondimento storico in onda sul canale tematico Rai Storia.

## Il programma
La trasmissione si propone di raccontare la storia delle guerre del XX secolo, tra le quali la prima e seconda guerra mondiale, la rivoluzione bolscevica, la guerra fredda.
Accanto a nuove produzioni, il programma fa uso di documentari tratti dalle Teche Rai e realizzati da giornalisti e registi tra cui Enzo Biagi, Carlo Lizzani, Liliana Cavani, Gianni Bisiach, Massimo Sani, Hombert Bianchi. La selezione è a cura di Serena Valeri.
Il titolo del programma riprende le parole contenute nella canzone La guerra di Piero di Fabrizio De André, brano che è utilizzato anche come sigla.

## Trasmissioni riproposte (parziale)
Queste sono alcune delle trasmissioni riproposte tratte dalle Rai Teche:
- 1958 - Cinquant'anni 1898-1948, di Silvio Negro (10 puntate). - Ricostruzione della storia d'Italia attraverso i filmati dell'Istituto Luce.
- 1963 - Cronache del XX secolo, di Andrea Barbato.
- 1967 - 1943 - 1967: memorie del nostro tempo, di Hombert Bianchi
- 1969 - L'Europa verso la catastrofe, di Hombert Bianchi.
- 1973 - Facce dell'Asia che cambia, di Carlo Lizzani e Furio Colombo (6 puntate).
- 1977 - Italia Anni '30, di S. Valentini e L. Basso.
- 1978 - Argomenti-RSI. La repubblica di Mussolini, di Andrea Barbato.
- 1983 - Italia in guerra, di Massimo Sani.
- 1983 - Questo Secolo: 1943 e dintorni, di Enzo Biagi (10 puntate). - Il periodo della seconda guerra mondiale.
- 1994 - Le grandi battaglie, di Gianni Bisiach.
- 1997 - Gli archivi del Cremlino, di Arrigo Levi (10 puntate) - La storia russa ripercorsa attraverso materiale inedito proveniente dagli archivi russi.
- 1999 - C'era una volta la Russia, di Enrico Pistolese e Raffaele Uboldi.
- 2002 - Storia del capitalismo italiano, di Valerio Castronovo.

Queste sono alcune delle più recenti produzioni internazionali:
- 2009 - War games and the man who stopped them, di Dariusz Jablonski